# Daniel Constantin (politico)
Daniel Constantin (Bucarest, 26 giugno 1978) è un politico e agronomo romeno.

## Formazione e carriera professionale
Nel 2002, dopo aver ottenuto la laurea in zootecnica, si iscrisse ad un master in management di qualità e innovazione presso l'Università di scienze agronomiche e di medicina veterinaria di Bucarest, conseguendo il titolo nel 2004. Durante gli studi fu membro e rappresentante di diverse associazioni studentesche.
Dopo la laurea, tra il 2003 e il 2006 fu consigliere del segretario di stato sull'integrazione europea e coordinatore dei consiglieri con competenze sull'integrazione europea nel quadro del Ministro dell'agricoltura e dello sviluppo rurale. Lasciò il ministero nel 2006, per occuparsi della direzione della società privata Logicons SA.
Tra il 2007 e il 2009 fu consulente esterno per conto della Banca Mondiale nell'ambito del progetto MAKIS, progetto finanziato dalla Banca Mondiale per la modernizzazione del settore agricolo.
Nel 2009 tornò al ministero dell'agricoltura: tra aprile e ottobre fu direttore generale dell'agenzia per i pagamenti e gli interventi per l'agricoltura (APIA).

## Carriera politica

### Presidente del Partito Conservatore
Nel 2006 si iscrisse al Partito Conservatore (PC) di Dan Voiculescu, divenendo nel 2009 coordinatore del dipartimento del partito specializzato sui fondi europei.
Sostenuto da Voiculescu, in occasione del congresso straordinario del PC del 28 febbraio 2010, Constantin fu nominato nuovo presidente del partito.
Da leader del partito rafforzò i legami con il Partito Social Democratico (PSD), cui era già alleato dal 2010, aderendo nel 2011 all'Unione Social-Liberale (USL), coalizione che riuniva il Partito Social Democratico (PSD), il Partito Nazionale Liberale (PNL) e il PC.

### Ministro di Victor Ponta

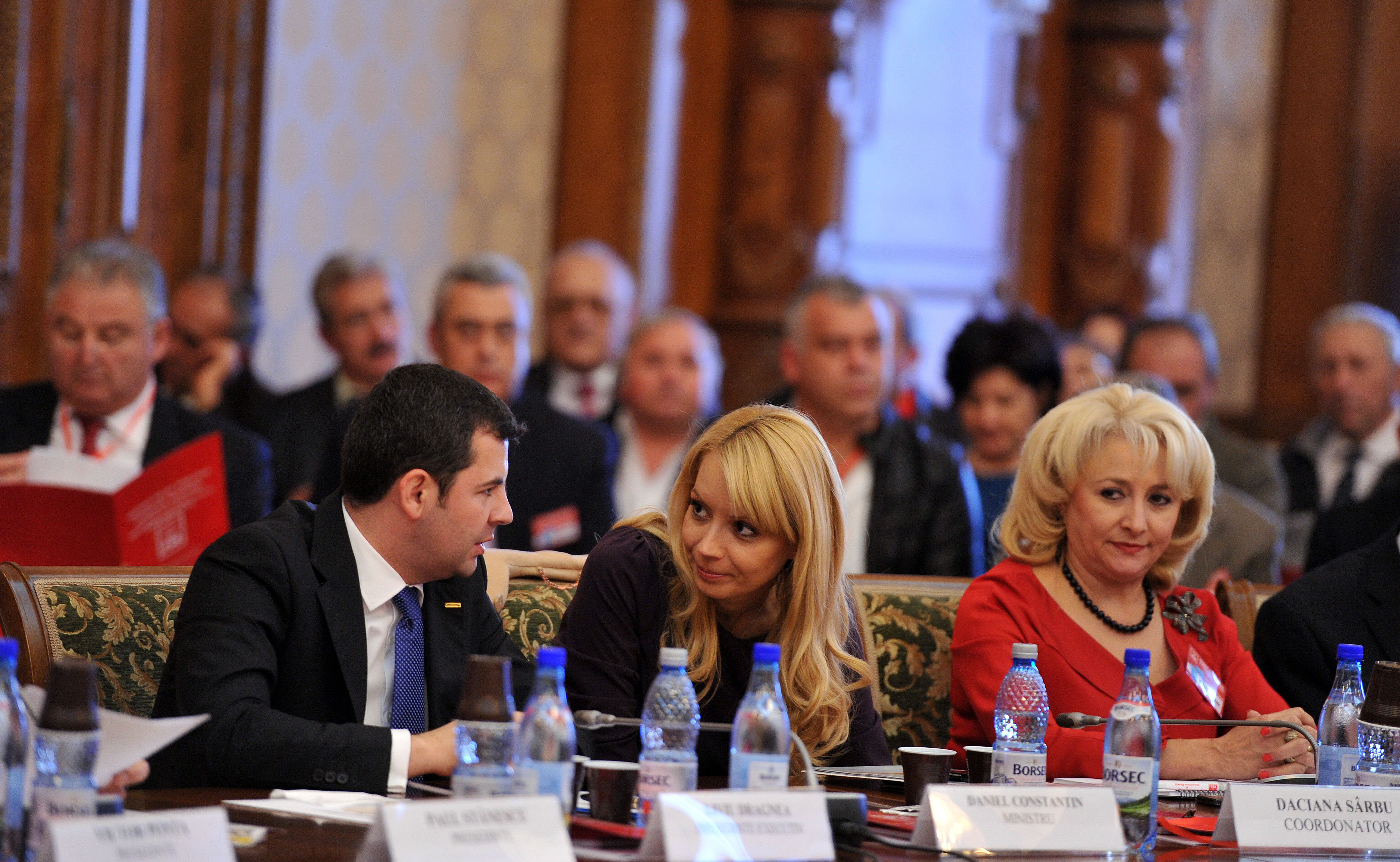
Daniel Constantin con Daciana Sârbu e Viorica Dăncilă nel 2013

Dopo la caduta del governo Ungureanu nel febbraio 2012, il presidente della repubblica Traian Băsescu nominò nuovo premier il socialdemocratico Victor Ponta, che governò con il sostegno dell'USL. Ponta indicò Daniel Constantin come nuovo ministro dell'agricoltura. Il mandato si concluse nel dicembre del 2012.
In occasione delle elezioni parlamentari in Romania del 2012 Constantin si candidò nel distretto di Argeș nelle liste dell'USL, conquistando un seggio alla camera dei deputati. Visto il netto successo dell'USL fu riconfermato ministro dell'agricoltura anche nel governo Ponta II.
Nel marzo 2014, l'uscita del PNL dal governo causò un rimpasto, che portò Constantin a rivestire, oltre all'incarico di titolare del dicastero dell'agricoltura, anche il ruolo di vice primo ministro al fianco di Liviu Dragnea, Gabriel Oprea e Hunor Kelemen. Nel dicembre 2014, tuttavia, in seguito ad un'ulteriore riformulazione, che condusse alla nascita del governo Ponta IV, il ruolo di vice primo ministro fu mantenuto solo per Gabriel Oprea, fino alle dimissioni dell'esecutivo nel novembre 2015.
Nello stesso periodo Constantin si avvicino al PLR di Călin Popescu Tăriceanu (che in quel momento aveva due ministri al governo). Nel giugno 2015 venne ufficializzata la fusione tra PLR e PC, dalla quale nacque l'Alleanza dei Liberali e dei Democratici (ALDE), che ebbe due co-presidenti: Tăriceanu (proveniente dal PLR) e Constantin (dal PC).

### Copresidenza dell'ALDE e ministro di Grindeanu
Chiusa l'esperienza del PC, condivise la leadership del nuovo partito con Tăriceanu. In occasione delle elezioni parlamentari del 2016 l'ALDE si presentò in alleanza con il PSD. Constantin ottenne la rielezione alla camera come rappresentante per la circoscrizione di Bucarest e prese parte alla commissione sulla politica estera.
Il netto successo della coalizione PSD-ALDE portò alla nascita del governo presieduto da Sorin Grindeanu. Constantin fu nominato ministro dell'ambiente e vice primo ministro (insieme a Sevil Shhaideh), entrando in funzione il 4 gennaio 2017.
Sul finire di marzo 2017 l'ALDE, alleato di governo del PSD, stabilì di indire un congresso straordinario per la revisione del proprio statuto e l'elezione di un singolo presidente di partito. La decisione fu contestata duramente dal co-presidente Daniel Constantin, che minacciò di appellarsi alla giustizia amministrativa contro il maggior promotore del congresso, l'altro co-presidente Călin Popescu Tăriceanu. Il conflitto sulla leadership interna del gruppo ebbe il suo epilogo nella giornata del 26 marzo, quando l'ufficio centrale dell'ALDE votò a favore della mozione proposta da Andrei Gerea, riguardante il ritiro del sostegno politico a Constantin, che fu costretto alle dimissioni da ministro. Al suo posto fu indicata Grațiela Gavrilescu, allora ministro con delega ai rapporti con il parlamento. Al congresso dell'ALDE del 21 aprile 2017, Tăriceanu, unico candidato alla presidenza, fu nominato nuovo leader del partito. Constantin abbandonò l'ALDE accusando Tăriceanu di aver sacrificato onore e rispetto pur di raggiungere la presidenza e di aver compiuto un abuso ai danni dei colleghi di partito.

### Fondazione di PRO Romania
Escluso dall'ALDE, nell'estate 2017 Constantin fondò una nuova formazione politica, PRO Romania. In fase di presentazione affermò che il nuovo partito sarebbe stato patriottico, favorevole alla cooperazione con la NATO e al rafforzamento delle istituzioni europee. In settembre entrò in PRO Romania anche Victor Ponta, cui Constantin si era già avvicinato durante l'esperienza di governo. Mentre Constantin ne fu presidente fondatore, sul finire del 2017 il partito era informalmente guidato da un triumvirato composto da Constantin, Ponta e l'ex ministro dell'istruzione Sorin Cîmpeanu. PRO Romania si proponeva di rappresentare un ampio segmento della società di ispirazione europeista, progressista e social-liberale, presentandosi come alternativa ai delusi delle politiche del PSD.
Il 21 ottobre 2018, nel corso del primo congresso di PRO Romania, che convalidò lo statuto, furono ufficializzate la presidenza di Ponta e le nomine alla vicepresidenza di Daniel Constantin, Sorin Cîmpeanu e Nicolae Bănicioiu.
Il 5 novembre 2019 fu uno dei sette parlamentari di PRO Romania a votare a favore dell'investitura del Governo Orban I, malgrado l'indicazione contraria della presidenza del partito. Fu per tale motivo sospeso da tutte le funzioni interne. Vista l'impossibilità di riconciliazione con Ponta, il 19 dicembre insieme ad altri quindici leader, tra i quali Sorin Cîmpeanu, annunciò le proprie dimissioni da PRO Romania. Il 6 gennaio 2020 l'intero gruppo si iscrisse al Partito Nazionale Liberale.

### Deputato del Partito Nazionale Liberale
Alle elezioni parlamentari del 2020 ottenne nuovamente un seggio alla camera dei deputati, come rappresentante del PNL. Nel corso della legislatura fece parte della commissione agricoltura e a partire dal dicembre 2022 fu presidente della delegazione del Parlamento della Romania presso l'assemblea parlamentare dell'Organizzazione della cooperazione economica del mar Nero.
In seguito al congresso del PNL del 25 settembre 2021, che elesse Florin Cîțu alla presidenza, venne nominato vicepresidente del partito.